# اریک پرینس
اریک پرینس (به انگلیسی: Erik Prince) (زاده ۶ ژوئن ۱۹۶۹) کارآفرین، جنگ پیشه و مدیر ارشد اجرایی آمریکایی است، که در سال ۱۹۹۷ شرکت بلک‌واتر را تأسیس نمود. او تا سال ۲۰۰۹ به عنوان مدیرعامل شرکت بلک واتر و تا زمان فروش آن به گروهی از سرمایه گذاران در سال ۲۰۱۰ خدمت کرد. پرینس ریاست گروه خدمات خصوصی فرانتیرز را برعهده دارد و تا سال ۲۰۲۱ به عنوان رئیس گروه خدمات فرانتیرز هنگ‌کنگ خدمت کرد. پرینس پسر مهندس و تاجر ادگار پرینس، و برادر وزیر سابق آموزش و پرورش، بتسی دواس است.

## زندگی اولیه، آموزش و خدمت نظامی
پرینس در ششم ژوئن ۱۹۶۹ در هلند، میشیگان، از ادگار پرینس  و همسرش، السا، متولد شد.  او از دبیرستان مسیحی هلند فارغ‌التحصیل شد. پرینس و پدرش در سراسر جهان سفر کردند و از  اردوگاه کار اجباری داخائو در آلمان، برلین تقسیم شده، و میدان‌های جنگ نورماندی  بازدید کردند. به گفته مادرش این سفرها "تاثیر بزرگی بر پرینس جوان داشته‌است".
پرینس در آکادمی نیروی دریایی ایالات‌متحده پذیرفته شد و قبل از ترک آن، به مدت سه ماه در آنجا خدمت کرد. به گفته او، وی نیروی دریایی را دوست دارد اما از آکادمی متنفر  بوده است. او در سال ۱۹۹۲ لیسانس خود را در رشته اقتصاد از دانشگاه هیلزدیل دریافت کرد. در طول زمان خود در هیلزدیل, به عنوان یک آتش‌نشان داوطلب و به عنوان یک غواص در آب سرد برای اداره هیلزدیل کانتی کار می‌کرد. سرانجام پرینس به یک تکنسین فوریت‌های پزشکی تبدیل شد.
در سال ۱۹۹۰ پرینس در کاخ سفید در زمان جرج اچ دبلیو بوش به عنوان کارآموز قبول شد. ولیکن به کاخ سفید نرفت و به عنوان کارآموز نماینده کنگره دینا روراباکر خدمت کرد. دینا روراباکر پرینس را "مرد جوان و باهوش" توصیف کرد. در سن ۲۱ سالگی، پرینس داوطلب شد تا به دنبال یک قبر جمعی در نیکاراگوئه باشد، تا کشتارها را افشا کند که در زمان ریاست‌جمهوری دانیل اورتگا به وقوع پیوست و بعدها گفت که او گور جمعی را یافته‌است.
پس از کالج، پرینس به عنوان افسر در نیروی دریایی ایالات‌متحده از طریق دانشکده افسری در سال ۱۹۹۲ ماموریت یافت. او به فرماندهی نیروی دریایی رفت و با تیم سیل ۸ به هائیتی، خاورمیانه و بالکان مستقر شد. او به زمان همکاریش با تیم سیل ۸  به عنوان جرقه روح کارآفرینی خود اشاره میکند. او در زندگینامه خود می‌گوید که در طول جنگ‌های یوگسلاوی در اوایل دهه ۱۹۹۰، او دریافت که نیاز به امکانات آموزشی خصوصی برای عملیات‌های ویژه وجود دارد.
پرینس در سال ۱۹۹۵ به خدمت نیروی دریایی آمریکا پایان داد.

## مشاغل خصوصی
پرینس به ساحل ویرجینیا رفت و شخصا تولید بلک واتر در سال ۱۹۹۷ را تامین مالی کرد. او ۶۰۰۰ هکتار (۲۴ کیلومتر مربع)از  باتلاقهای بزرگ کارولینای شمالی را خرید و یک مدرسه برای عملیات ویژه راه‌اندازی کرد. نام بلک واتر از باتلاق‌های زرد رنگی که مدرسه در آن واقع شده‌است، می‌اید.
پرینس در سال ۱۹۹۴ نسل‌کشی رواندا را دلیل تصمیم خود برای ایجاد کردن بلک واتر انتخاب کرد. او بعدها گفت: " واقعا مرا اذیت می‌کرد. باعث شد متوجه شوم که شما نمیتوانید بنشینید و تماشا کنید. باید اقدام کنید."
از سال ۱۹۹۷ تا ۲۰۱۰ بلک واتر در قراردادهای امنیتی دولت ۲ میلیارد دلار دریافت کرد.
بیش از ۱٫۶ میلیارد دلار از آن‌ها قراردادهای فرعی فدرال و مقدار نامعلومی از کار طبقه‌بندی نشده بودند. از سال ۲۰۰۱ تا ۲۰۱۰، آژانس اطلاعات مرکزی (سیا)۶۰۰ میلیون دلار در قراردادهای طبقه‌بندی‌شده به بلک واتر و وابستگان آن اعطا کرد. این شرکت به عنوان یکی از سه شرکت امنیتی خصوصی به شمار می‌آید و ۹۸۷ نگهبان برای سفارتخانه‌ها و پایگاه‌های خود در خارج از کشور تامین می‌کند. پرینس به منظور خدمت به ستاد مرکزی سازمان سیا در لانگلی، واقع در ویرجینیا، یک رشته تیراندازی در منطقه روستایی خود در ویرجینیا ساخت.
بلک واتر پس از کشتار میدان نسور در سپتامبر ۲۰۰۷ تحت انتقاد شدید قرار گرفت که در آن بلک واتر در یک میدان شلوغ در بغداد آتش گشود، ۱۷ شهروند عراقی را کشت و ۲۰ نفر دیگر را زخمی کرد. سه نگهبان در اکتبر ۲۰۱۴ در یک دادگاه آمریکایی در سال ۲۰۱۹ به جرم قتل عمد ۱۴ تن و یک قتل دیگر محکوم شدند.
انتقادها با روی کار آمدن رئیس‌جمهور باراک اوباما در سال ۲۰۰۹ ادامه یافت. پرینس گفت معتقد است که بسیاری از این انتقادها به دلایل سیاسی بوده است. 
پرینس در مصاحبه ژانویه ۲۰۱۰ خود به ونیتی فیر گفت:" من خودم و شرکت خود را در اختیار سازمان سیا برای برخی از ماموریت‌های بسیار خطرناک قرار دادم، اما زمانی که این کار از نظر سیاسی مناسب شد، یک نفر من را تحت فشار قرار داد". بلک واتر  پس از اینکه دولت عراق از تمدید مجوز فعالیت شرکت خودداری کرد بیش از ۱ میلیارد دلار از دست داد. با این وجود، در سال ۲۰۱۰، دولت اوباما به این شرکت ۱۲۰ میلیون دلار قرارداد امنیت ایالتی و حدود ۱۰۰ میلیون دلار در کار جدید سازمان سیا اعطا کرد.
در سال ۲۰۱۲، شرکت جانشین شرکت بلک‌واتر به نام بلک‌واتر, مبلغ ۴۹٫۵ میلیون دلار برای جریمه تخلفات قاچاق اسلحه پرداخت کرد که به دوره ریاست پرینس به عنوان مدیر عامل و رئیس شرکت برمی گردد. در سال ۲۰۲۰ پرینس دوباره کانون توجه اف بی آی در مورد تخلفات قاچاق اسلحه مربوط  به هواپیماهای نظامی شد. براساس گزارش سازمان ملل، پرینس نیز در تخلف برای  کمک به مسلح کردن یک جنگ‌سالار لیبیایی که تلاش برای براندازی دولت آمریکا و سازمان ملل متحد در لیبی دارد، دست داشت.
پرینس از کار بلک واتر دفاع کرده‌است و به این حقیقت اشاره می‌کند که در طی دوره ۴۰٬۰۰۰ ماموریت امنیتی شخصی تنها ۲۰۰ نفر از نگهبانان در واقعه ای مجبور به شلیک شدند. او گفته‌است: " هیچ‌کس تحت مراقبت ما کشته یا مجروح نشد. ما آن‌ها را ایمن نگه داشتیم، در حالی که ۳۰ نفر از افراد ما کشته شدند."
بنا به گفته رابرت یانگ پلتون نویسنده، بنا بر گزارش‌ها مربوط به رابطه بلک واتر با ارتش مانند رابطه خدمات پستی ایالات متحده آمریکا با فدکس است: " یک راه‌حل کارآمد و خصوصی برای بوروکراسی اداری دولت." او با الهام گرفتن  به خط تولید رقابتی پدرش در تجارت خودرو به طراحی یک ارتش سبک‌تر و سریع‌تر،پرداخت.
پرینس در ۲ مارس ۲۰۰۹ به عنوان مدیر عامل بلک واتر استعفا داد و تا زمانی که شرکت را در اواخر ۲۰۱۰ به گروهی از سرمایه گذاران فروخت، رئیس هیات‌مدیره باقی ماند.
در پی فروپاشی دولت افغانستان در ماه اوت سال ۲۰۲۱، پرینس گفت که او در حال ارائه صندلی در یک پرواز چارتر به مبلغ ۶٬۵۰۰ دلار در هر نفر برای خروج نیروهای آمریکایی است.

## افشای به عنوان بخشی از یک نیروی کار مخفی سیا
پرینس بخشی از نیروی کار سازمان سیا بود که برای درگیر شدن در قتل‌های هدفمند تروریست‌های مظنون ایجاد شد. پرینس ادعا کرد که کمیته اطلاعات مجلس نام خود را به مطبوعات درز کرده‌است. پرینس گفته‌است که او متقاعد شده‌است که مدیر سابق سازمان سیا، لئون پانه‌تا، پس از بستن عملیات سری عملیات مخفی سازمان سیا در سال ۲۰۰۹، او را به عنوان یک دارایی سازمان سیا معرفی کرده‌است.

## امنیت خصوصی برای امارات‌متحده‌عربی
پس از اینکه بلک واتر در آمریکا با مشکلات قانونی رو به رو شد، پرینس توسط ولیعهد ابوظبی استخدام شد و در سال ۲۰۱۰ به ابوظبی رفت. وظیفه او جمع‌آوری یک گروه ۸۰۰ نفره از نیروهای خارجی برای امارات‌متحده‌عربی بود که ماه‌ها قبل از بهار عربی برنامه‌ریزی شده‌بود. او به امارات‌متحده‌عربی کمک کرد تا یک شرکت جدید به نام واکنش‌های غیرارادی، یا R2، با ۵۱ درصد مالکیت محلی پیدا کند، او با دقت از نام خود در اسناد شرکت پرهیز می‌کند.
در ژانویه ۲۰۱۱، پرینس در حال آموزش نیروی ۲٬۰۰۰ سومالیایی برای عملیات ضد دزدان دریایی در خلیج عدن بود. این برنامه توسط چندین کشور عربی از جمله امارات‌متحده‌عربی تامین‌شده و مورد حمایت ایالات‌متحده قرار گرفته‌است. سخنگوی پرینس، مارک کورالو گفت که پرینس "هیچ نقش مالی" در این پروژه نداشته است و از پاسخ دادن به سوالات مربوط به مشارکت پرینس خودداری کرده‌است. جان برنت از مشاوران امنیتی زیر آب دریا گفت: " ۳۴ کشور با دارایی‌های نیروی دریایی تلاش می‌کنند که دزدی دریایی را متوقف کنند و تنها می‌تواند روی زمین متوقف شود. با سابقه پرینس و شهرت نسب تا مشهور، فکر می‌کنم این کار ممکن است کارساز باشد."

## سرمایه گذاری در آفریقا
پرینس ریاست یک شرکت دارایی خصوصی به نام گروه منابع فرانتیرز را برعهده دارد و تا ۱۳ آوریل سال ۲۰۲۱، وی همچنین رئیس گروه خدمات فرانتیرز با مسئولیت محدود، یک شرکت لجستیک و ترابری مشترک در بازار بورس هنگ‌کنگ بود. گروه خدمات مرزی توسط گروه گروه سیتیک دولتی چین و سرمایه‌گذار مستقر در هنگ‌کنگ به نام جانسون چون شان کو، با دولت چین که به عنوان بزرگ‌ترین سرمایه‌گذار فهرست شده‌است پشتیبانی می‌شود. سرمایه‌گذاری مشترک، سرمایه‌گذاری چین در نفت و گاز در آفریقا را توصیه و پشتیبانی می‌کند.
در ماه مه ۲۰۱۴، گزارش شد که پرینس قصد دارد یک پالایشگاه دیزل در جنوب سودان بسازد که در آن ۱۰ میلیون دلار پیش از آن سرمایه‌گذاری شده‌است. گزارش شده‌است که پروژه پالایشگاه متوقف‌شده، شخصا توسط رئیس‌جمهور این کشور، سالوا کیر مایاردیت حمایت می‌شود. گزارش شد که به گروه خدمات فرانتیرز ۲۳٫۳ میلیون دلار از سوی وزارت نفت جنوب سودان برای انتقال ملزومات و انجام تعمیرات در تاسیسات تولید نفت پرداخت خواهد شد.
گروه خدمات فرانتیرز، استراتژی سرمایه‌گذاری متمرکز افریقا، گروه خدمات فرانتیرز را در دو شرکت هواپیمایی کنیایی، هوانوردی غیرنظامی و هوانوردی شهری خریداری کرده‌است تا خدمات تدارکاتی برای صنعت نفت و گاز این کشور فراهم کند. در اکتبر ۲۰۱۴، سازمان هواپیمایی کشوری کنیا مجورز حمل و نقل هوایی Kijipwa را رد کرد.
پرینس همچنین ۲۵ درصد سهام شرکت هوانوردی اتریشی را خریداری کرده‌است. در سال ۲۰۱۴، پرینس این شرکت را مامور کرد تا هواپیمای 510g را با تجهیزات نظارتی، مسلسل، زره و سلاح‌های دیگری از جمله تیره‌ای سفارشی که می‌توانست سوار بر هواپیماهای ناتو یا ناتو شود، اصلاح کند. یکی از محصول اصلاح‌شده به نیروهای سالوا کیر در سودان جنوبی در مدت کوتاهی قبل از قرارداد با گروه خدمات مرزی تحویل داده شد. گروه خدمات فرانتیرز ۵۱۰ نفر از نیروی دریایی اصلاح‌شده 510gs را دارد اما از آنجایی که مدیران اجرایی آموخته‌اند که این هواپیما توسط پرینس ساخته شده‌است، شرکت از فروش یا استفاده از هواپیما برای اجتناب از شکستن قوانین کنترل صادرات آمریکا خودداری کرده‌است.

## ارتباط با کمپین ترامپ
نیویورک‌تایمز در ماه مه ۲۰۱۸ گزارش داد که پرینس یک نشست اوت ۲۰۱۶ در برج ترامپ را ترتیب داد، که خود او، دونالد ترامپ، جونیور نیز در آن شرکت داشتند. طبق گزارش‌ها، جرج نادر و جوئل زامل, که در طی آن نادر به ترامپ جونیور گفت  امیران سلطنتی عربستان‌سعودی و امارات‌متحده‌عربی مشتاق بودند تا به پدرش کمک کنند تا برنده انتخابات شود، و زامل یک کمپین دستکاری رسانه اجتماعی را از گروه سای خود آغاز کرد. پرینس در شهادت خود در نوامبر سال ۲۰۱۷ خود به کمیته اطلاعات مجلس اعلام کرده بود که او هیچ ارتباط یا ارتباط رسمی ندارد و هیچ نقش غیر رسمی در کمپین ترامپ نداشته است. پرینس در پاسخ به سوال در مورد این تناقض در مارس ۲۰۱۹ گفت: "من می‌دانم که [ کمیته ] این رونوشت را اشتباه گرفت" و "همه بحثی که آن روز رونویسی شد" و "در حقیقت" برای اولین بار در مارس ۲۰۱۹ مورد تایید قرار گرفت و تصریح کرد که او در آنجا حضور داشته‌است تا در مورد سیاست ایران صحبت کند.
بازرسان مشاور حقوقی جلسه‌ای را در ۱۱ ژانویه ۲۰۱۷ در سیشیل مورد بررسی قرار دادند که توسط ولیعهد امارات، محمد بن زاید آل نهیان که پرینس در آن شرکت داشت، تشکیل شد. همچنین در این نشست، جرج نادر و کیریل دیمتریف، مدیر عامل صندوق سرمایه‌گذاری مستقیم روس که متعلق به دولت روسیه است و نزدیک به ولادیمیر پوتین است،حضور داشتند. مقامات امارات‌متحده‌عربی بر این باورند که پرینس از طرف ترامپ و دیمتریف نماینده پوتین است. واشنگتن‌پست در ۳ آوریل ۲۰۱۷ گزارش داد که مقامات آمریکایی، اروپایی و عربی می‌گویند که نشست سیشیل "بخشی از یک تلاش آشکار برای ایجاد یک خط ارتباطی بین مسکو و رئیس‌جمهور منتخب دونالد ترامپ بوده است". واشنگتن‌پست در ۷ مارس ۲۰۱۸ گزارش داد که مشاور ویژه شواهدی را جمع‌آوری کرده‌است که با اظهارات پرینس در تناقض است و شبکه خبری ای بی سی در ۶ آوریل ۲۰۱۸ گزارش داد که نادر پیش از نشست سیشیل با پرینس در یک هتل منهتن ملاقات کرده و بعدا او را با اطلاعات زندگی‌نامه‌ای در مورد دیمتریف به او داد.
پس از آن، گزارش مولر حاکی از آن بود که نادر به نمایندگی از جانب استیو [ بانون ] برای ملاقات با شما منصوب شده‌است. من او را می‌شناسم و او بسیار با تیم جدید ارتباط دارد و به او اعتماد دارد "، در حالی که پرینس" تصدیق کرد که این برای نادر است که فکر کند پرینس اطلاعات را به تیم انتقالی منتقل خواهد کرد " اگرچه بانون به بازرسان گفت که پرینس او را از جلسه دیمتریف در قبل مطلع نکرده است. پرینس به کمیته اطلاعات مجلس گفت: "من به آنجا پرواز می‌کنم تا هر فرد روسی را ملاقات کنم"، اگرچه گزارش مولر حاکی از آن است که او و نادر برای ملاقات با دیمتریف آمادگی چشمگیری داشته‌اند. با این که پرینس دومین جلسه خود را بین او و دیمتریف در یک مهمانخانه به عنوان فرصتی برای برخورد تصادفی توصیف کرد، این ملاقات برنامه ریزی شده بود. پس از این که پرینس از تماس‌ها به خانه خود مطلع شد که روسیه یک ناو هواپیمابر را از لیبی خارج کرده‌است و می‌خواهد بگوید که آمریکا هیچ گونه دخالت روسیه در لیبی را نمی‌پذیرد.
رئیس کمیته اطلاعات مجلس، آدام شیف روز ۳۰ آوریل ۲۰۱۹ اعلام کرد که در حال ارسال یک ارجاع جنایی به وزارت دادگستری است که ادعا می‌کند پرینس شهادت دروغ برای این کمیته ارائه کرده‌است. معاون دادستان‌کل ایالات‌متحده، استفان بوید، در ۴ فوریه ۲۰۲۰ تایید کرد که وزارت دادگستری در حال افتتاح تحقیقاتی در مورد پرینس بوده‌است.

## ارتباط بانیکلاس مادوروو ونزوئلا
در ۳۰ دسامبر ۲۰۱۹ گزارش شد که پرینس به ونزوئلا سفر کرده‌است تا با یکی از دستیاران ارشد نیکلاس مادورو ملاقات کند. پرینس برای نقض احتمالی تحریم‌ها علیه دولت مادورو به وزارت خزانه‌داری ایالات‌متحده ارجاع شده‌است.

## ادعاهای عملیات نفوذ سیاسی
نیویورک‌تایمز در مارس ۲۰۲۰ گزارش داد که در سال‌های اخیر بنا بر گزارش‌ها تلاش‌های پرینس برای کمک به پروژه وریتاس، سازمان‌های کارگری و دیگر گروه‌ها با توجه به استفاده مکرر از ویدئوهای ویرایش شده در تلاش برای بی‌اعتبار کردن دموکرات‌ها، رسانه‌ها و گروه‌های لیبرال به کار گرفته شد. ریچارد سدون، جاسوس سابق بریتانیا، تا اواسط سال ۲۰۱۸ عملیات میدانی را برای توطئه‌ها و عملیات در وایومینگ در مزرعه پرینس هدایت کرد. پرینس همچنین بنا بر گزارش‌ها برای کارکنان شرکت وریتاس برنامه‌ریزی کرده‌است تا آموزش اطلاعاتی دریافت کنند که این کار زمانی پایان یافت که مربی این کار را ترک کرد زیرا این گروه "توانایی یادگیری" را داشت. پس از شکست سازمان برای افشای محکومیت جنایی بنیانگذار آن، جیمز او ' کیف، پرینس به حمایت از پروژه وریتاس ادامه داد.
از موقعیت سازمان خیریه خود در چندین ایالت، و از اهدا کنندگان دیگر برای انصراف از حمایت مالی خود استفاده کردند.
در ماه مه سال ۲۰۲۱، نیویورک‌تایمز گزارش داد که پروژه وریتاس، با کمک یک جاسوس سابق بریتانیایی و اریک پرینس، به طور پنهانی کارمندان دولت را در طول حکومت ترامپ با هدف بی‌اعتبار ساختن منتقدین درک شده رئیس‌جمهور سابق، تحت نظر قرار داده بود. تاکتیک‌ها شامل ترتیب دادن ملاقات با زنان (تله جنسی) با هدف فیلمبرداری از آن‌ها بود. این عملیات با وجود هزینه‌های گسترده شامل اجاره یک خانه جورج تاون گران‌قیمت، شکست خورد و موفق نشد هیچ مقام دولتی را در فیلم ثبت کند.

## هم‌کاری پیشنهادی با گروه واگنر و فعالیت‌های انجام‌شده در لیبی
در آوریل ۲۰۲۰، اینترسپت گزارش داد که پرینس خدمات خود را به عنوان یک پیمان‌کار فرعی برای فعالیت‌های گروه واگنر روس در موزامبیک و لیبی پیشنهاد کرده‌است. او در این قرارداد قصد داشت با ارائه سکوهای بازرسی هوایی و نیروی زمینی کمک می‌کند. تحقیقات در مورد مجله رولینگ استون و نیویورک‌تایمز، براساس گزارش سازمان ملل متحد که از آن زمان به بعد تعدادی از روابط بین پرینس و خلیفه حفتر را در سال ۲۰۱۹ به منظور سرنگون کردن دولت تحت حمایت سازمان ملل در لیبی آشکار کرده‌است.

## پروژه اوپوس دیی
اریک پرینس در ۱۴ آوریل ۲۰۱۹ پیشنهاد کرد که یک معامله ۸۰ میلیون‌دلاری تحت عنوان  پروژه نام اوپوس دیی به رهبر شبه نظامیان لیبی خلیفه حفتر برای تامین هواپیماها و سایر تجهیزات نظامی بپردازد. این پروژه شامل خرید بالگردهای نظامی اضافی از اردن بود. این برنامه برای تامین هواپیماهای تجسس اطلاعات، هواپیماهای بدون سرنشین، هلی‌کوپترهای مهاجم مسلح، منع دریایی، و اطلاعات سایبری و هدف قرار دادن قابلیت‌های نیروهای حفتر طراحی شده‌است. با این وجود، این پروژه در ژوئن ۲۰۱۹ متوقف شد. برنامه‌ریزی، مدیریت و تامین مالی پروژه پرینس با استفاده از سه شرکت از امارات‌متحده‌عربی، از جمله لنکستر ۶ dmcc، آل - ۶ fze و شرکت اوپوس دیی سرمایه که از تعدادی شرکت پوسته ظاهری استفاده می‌کردند، انجام شد.
دو مورد از این شرکت‌های اماراتی، لنکستر ۶ و اوپوس دیی دارای هواپیماهای تخصیصی پیتال مربوط است که برای حمایت از خلیفه حفتر در لیبی مستقر شده‌اند. علاوه بر این، امارات متحده عربی l - 6 fze یک هواپیمای سمپاشی، لاسا تی - برد داشت که بخشی از پروژه اریک پرینس بود. گزارش سازمان ملل در ماه مارس سال ۲۰۲۱ اعلام کرد که مدل لاسا که در سال ۲۰۱۷ در نمایشگاه هوایی پاریس پخش شد، برای نگهداری در آگوست ۲۰۱۸ به صربستان پرواز کرد. سازمان ملل متحد اعلام کرد که هواپیمای "کشاورزی" به منظور حمل برخی موشک‌های مرگبار از جمله موشک ۳۲ - ۵۷ میلیمتری، موشک راکت ۱۶ - ۵۷ میلی‌متری و یک غلاف اسلحه که با دو توپ ۲۳ میلی‌متری زیر بال‌های هواپیما نصب شده‌بود، تغییر پیدا کرده بود.
اریک پرینس تحت بازجویی اداره تحقیقات فدرال (اف بی آی)به اتهام دست داشتن در تلاش برای فروش سلاح‌های اردن به خلیفه حفتر تحت حمایت امارات‌متحده‌عربی به عنوان بخشی از برنامه ۲۰۱۹ مورد بازجویی قرار گرفت. تحقیقات قبلی نشان داد که پرینس و دیگران تحریم سلاح‌های لیبی را نقض کرده‌اند. بنا بر گزارش‌ها، پرینس با یک شاهزاده اردن، فیصل ابن حسین برای سازماندهی فروش و انتقال هواپیما و دیگر مواد از اردن به لیبی کار میکرد. دستیار پرینس و یک خلبان استرالیایی، کریستیان دورانت تلاش کرد تا به مقامات اردنی اطمینان دهد که این کار "در بالاترین سطح" تصویب شده‌است. با این حال، پس از رد پیشنهاد اردن، جلسه‌ای با حضور پرینس در باشگاه نیروی دریایی و نیروی دریایی ایالات‌متحده در آمریکا برگزار شد. در این جلسه دورانت و یک عضو شورای امنیت ملی دونالد ترامپ  شرکت کردند که در آن  کمپین پرینس را در لیبی برای حمایت از خلیفه حفتر توضیح داد و خواستار "حمایت ایالات‌متحده" شد. سازمان ملل همچنین انتقال سه هواپیما متعلق به اریک پرینس به یک دستیار نزدیک برای استفاده در لیبی را پی‌گیری کرد. همچنین گزارش شده‌بود که هواپیماها از شرکت‌های پرینس گرفته تا یک شرکت مزدور که به او متصل شده و مستقر در امارات‌متحده‌عربی است منتقل شوند. به غیر از تحقیقات، پرینس به جرمی متهم نشد.